# Nordijsko hodanje
Nordijsko hodanje je vrsta rekreacijskog sporta, pri kojem se hodanje podržava upotrebom dvaju štapova koji se koriste u ritmu koraka.

## Općenito
Upotreba štapova čini od pukog hodanja ili šetnje vježbu, pri kojoj se dodatno vježbaju i mišići torza. Nordijsko hodanje je idealno za ambiciozne sportaše, kao i za ljude koji tek počinju športskim aktivnostima.

## Pokreti
Nordjsko hodanje je sport s cikličkim pokretima. Desni štap mora dodirivati tlo istovremeno kad i peta lijeve noge, a lijevi štap kada tlo dodiruje peta desne noge. Štapovi se drže blizu uz tijelo a postavljaju se ukoso.

## Oprema
Štapovi za nordijsko hodanje su izrađeni od laganih materijala kao što je primjerice aluminij. 
Prekratak ili predug štap može ometati kretanje. Za odabir duljine štapova preporučuje se formula: tjelesna visina (cm) x 0,66 = dužina štapa. Neki štapovi mogu biti teleskopski.
Između cipela za hodanje i cipela za nordijsko hodanje gotovo ne postoje razlike.

## Vanjske poveznice
- Kasović, Mario. 2005. Nordijsko hodanje – Aktivnost za cijelo tijelo. vasezdravlje.com. Pristupljeno 2. ožujka 2022.